# 양무공사
양무공사는 대한민국 충청북도 증평군 증평읍에 있는, 조선개국공신 황희석을 모신 사당이다. 2004년 4월 30일 증평군의 향토유적 제4호로 지정되었다.

## 개요
증평읍 사무소에서 청안 방면으로 가다 증천교 앞 삼거리에서 오른쪽으로 청원군 초정방면의 503번 지방도를 따라 3.5㎞쯤 가다가 오른쪽 죽리 원평마을에 위치하고 있다. 양무공사(평해군묘)는 조선개국에 공을 세워 개국공신 2등에 책록되고 평해군(平海軍)에 봉해진 양무공 황희석(黃希碩:?~1392)을 모신 불천지위(不遷之位) 사당이다.
원래 서울의 이현(현 동대문 근처)에 있었는데, 임진왜란 때인 1595년(조선 선조28)에 이곳에 세워진 사당은 정면 3칸, 측면 1칸반의 맛배지붕 겹처마 목조기와집이며, 그 앞에는 정면 3칸, 측면 1칸 맛배지붕의 동재(東齋)와 정면 2칸, 측면 1칸 맛배지붕의 서재(西齋)가 있다. 건물 둘레에는 솟을 대문을 세우고 담장을 둘렀다. 건물은 1729년(영조5), 1952년, 1972년에 중수했고 사당 앞에는 1978년에 세운 ‘평해군묘(平海君廟)' 비(碑)가 있다. 
황희석은 고려말 조선초의 무신으로, 본관은 평해이다. 
1381년(고려 우왕7)에 왜구가 침입해 전라도 전역이 소란해지자 체찰사(體察使)로 파견돼 진압했다. 1388년 요동 원정군이 발진하자 청주상만호(淸州上萬戶)로서 예하 군사를 이끌고 우군도통사 이성계의 휘하에 들어갔다. 이성계가 회군을 단행해 반정에 성공하자 동지밀직사사(同知密直司事)에 올랐으며, 1389년(공양왕1) 회군공신에 책록됐다. 1392년(조선 태조1) 개국공신 2등에 추가 책록되었고 사후 우의정에 추증되었다. 

## 같이 보기
- 황희석

## 참고 문헌
- 양무공사(襄武公祠) - 증평군 향토유적